# Raúl Anganuzzi
Raúl Anganuzzi, né le 20 juillet 1906 et mort à une date inconnue, est un escrimeur argentin, ayant pour arme le fleuret.

## Biographie
Il est médaillé de bronze olympique d'escrime dans l'épreuve de fleuret par équipes lors des Jeux olympiques d'été de 1928 à Amsterdam.